# Lijst van programma's geproduceerd door Endemol
Onderstaande televisieprogramma's zijn geproduceerd door Endemol.

## 0-9
- 1 tegen 100
- 1-2-3-show
- 5 op 'n rij
- 5 tegen 5
- 6pack
- 1000 Sterren stralen
- 1000 X Geluk

## A
- Aanvalluh
- Absolutely Patty
- Achmea Kennisquiz J/M
- Ambassadeursreizen
- All You Need is Love
- Ani Tore! EX
- Aruba BeachFoot Volley 2005
- Avro Heartbeat VIPS
- Avro Sterrenjacht

## B
- Baantjer
- Back to Business
- Bankgiroloterij Kies de Kluis
- Bankgiroloterij Restauratie
- Bad Candy Was Here
- Bekend en Bekeken
- Big Brother
- Big Diet
- Big Diet Magazine
- Bijstand in de Liefde
- Black Mirror
- Blauw blauw
- Blow Up
- Bobo's in the Bush
- Bon bini beach
- Booby Trap

## C
- Campingverhalen: Nederland in Toscane
- Carlo & Irene Show
- Cash & Carlo
- Casino Royal
- Char, 'Het Medium'
- Chris Kras
- Cluereka!
- Combat
- Costa!

## D
- Dagboek van een herdershond
- Dagstrijd
- Dancing with the Stars
- Das je goed recht
- De 80's & 90's Kwis
- De André van Duinshow
- De babysitter
- De Erfenis
- De Goed Geld Show
- De Grote Donorshow
- De grote woonwens
- De ideale man
- De Jeugdgevangenis
- De Krant van Morgen
- De leukste thuis
- De perfecte partner
- De televisiedokter
- De tijd van ons leven
- De Travestieshow
- De 5 Uur Show
- De vakantieman
- De Week van Willibrord
- D'r op of d'r onder
- Deelt 'ie het of deelt 'ie het niet
- Denktank
- Doe een wens
- Doet-ie 't of doet-ie 't niet
- Domino Day

## E
- Een Goed Begin
- Een op Tien
- Een rug te ver
- EHBO (Eerste Hulp Bij Opvoeden)
- Eneco Stralend Nederland
- Erik zoekt een tweede huis op Curaçao
- Evelien

## F
- Fabienne op kamers
- Fear Factor
- Ferme Jongens
- First & Last
- From Alaska with Love

## G
- Gabbers + Gasten
- Geef Nooit Op
- Gemeentebelangen
- Goede tijden, slechte tijden
- Gooische Vrouwen
- Go Direct
- Gossip Quiz
- Gordons Late Nicht Show
- Grijpstra & De Gier

## H
- Hart in Aktie
- Heartbeat
- Heartbreak Hotel
- Help, ik word miljonair
- Herexamen
- Herken De Homo
- Herman zoekt Chef
- Herrie in de keuken!
- Herrie in het Hotel
- Het gevoel van...
- Het Glazen Huis
- Het Nieuwe Volkslied
- Het zit me tot hier
- Het spijt me
- Het Syndicaat
- Het Zonnetje in Huis
- Hints
- Hoe Europees Ben Jij?
- Hoe gaat het met ...?
- Hoogspanning
- Horse and Co
- Hotel Big Brother

## I
- Ik op TV
- In de huid van...
- In de Vlaamsche pot
- In je Recht
- In het Spoor van
- In Holland staat een huis

## J
- Jouw Vrouw Mijn Vrouw
- Judas Game

## K
- Kees & Co (1997-2006)
- Klas van '89
- Klein Oranje
- Koffietijd
- Kokkies

## L
- Laat ze maar lachen
- Let's Dance WK Classic Showdance
- Liefde op het eerste gezicht
- Lief en Leed
- Lieve Patty
- Life & Cooking
- Lijn 4
- Lieve Patty
- Linda & Beau op Zondag
- Loods 7
- LookingGood
- Lotto's December Marathon
- Lotto Weekend Miljonairs
- Lotto Woordwinner
- Love Letters
- Loverboys
- Lucky Letters

## M
- Make My Day
- Masterplan
- Medisch Centrum
- Medisch Centrum West
- M'n dochter en ik
- Mijn mooiste dag
- Mini Playback show
- Moordvrouw

## N
- Nachtsuite
- Namens André
- Nationale SMS dag
- Nationale Dierenquiz
- op z'n best
- Postcodeloterij Deal or No Deal
- Nationale Postcodeloterij Sterrenplaybackshow
- Now or Never

## O
- Oh, wat ben je mooi
- Onderweg naar Morgen
- Over de Roooie

## P
- Passion for Fashion
- Pat's Life!
- Patty's Fort
- Patty's Posse
- Peter Jan Rens Late Night
- Peter R. de Vries
- PlaceMatch
- Postcode Bingo
- PostcodeKanjer Comebackshow
- Postcode Loterij 1 Miljoen Wat?
- Postcodeloterij Deal or No Deal
- Postcodeloterij Miljoenenjacht
- Postcode Loterij Journaal
- Popstars: The Rivals
- Puzzeltijd (Nederland)
- Puzzeltijd (Vlaanderen)

## R
- Rad van Fortuin
- Read my Lips
- Retourtje Geluk
- RTL Shop
- Royalty en Ruiters
- Ron's Honeymoon Quiz
- Rotzooi en Co
- Rozengeur & Wodka Lime
- Ruuds Recordshow

## S
- SamSam
- Sexquiz on the Beach
- Spangen
- Spijkerhoek
- Splits!
- Sponsor Loterij Clubmarathon
- Sponsor Loterij Trap
- Sponsor Loterij Surprise!
- Spotlight
- Staatsloterij €100.000 Show
- Staatsloterij Live!
- Staatsloterij Show
- StaatsloterijShow Worldwide 2004
- Stabilo Spellingstrijd
- Starmaker
- Sterrenbeurs
- Strijd der Elementen
- Studio Spaan
- Surpriseshow

## T
- 't Is hier fantasties
- Telegames
- Terug naar Oegstgeest
- The Beachclub
- Tien voor taal
- Trauma 24/7
- Tros Entertainment Quiz
- Tros Sport Quiz
- TV Makelaar
- TV Woonmagazine

## U
- U bent aan de beurt
- Uhhh... Vergeet je tandenborstel niet!
- Ushi en Van Dijk

## V
- Van Koninklijke Huize
- Valerio's Dating Show
- Vrienden voor het leven
- Vrouwenvleugel
- Vrouwen zijn beesten
- Vooroordelen

## W
- Waar een wil is
- Wannahaves
- We gaan nog niet naar huis
- Webstrijd
- Wedden dat..?
- Westenwind
- Wie ben ik?
- Wie heeft de langste?
- Wielklem & Co
- Win 't & In 't
- Woordzoeker